# Tropfsteinhöhle im Hangenden Kogel
Tropfsteinhöhle im Hangenden Kogel är en grotta i Österrike. Den ligger i distriktet Gmunden och förbundslandet Oberösterreich, i den centrala delen av landet.
Grottan ligger uppe på en höjd. Den högsta punkten i närheten är Hangender Kogel, 1 895 meter över havet, öster om grottan. Närmaste större samhälle är Ebensee, 10,2 km norr om grottan.
Trakten runt Tropfsteinhöhle im Hangenden Kogel består i huvudsak av gräsmarker. Runt grottan är det ganska glesbefolkat, med 25 invånare per kvadratkilometer.